# 爆殺魔 ザ・ボンバー
『爆殺魔 ザ・ボンバー』（ザ・ボンバー、Sprängaren）は、リサ・マークルンドによるスウェーデンを舞台にしたミステリー。1998年のポロニ賞とスウェーデン推理作家アカデミー最優秀新人賞の受賞作品である。

## あらすじ
12月18日の真夜中にストックホルムで来るべきオリンピックのために建設中のヴィクトリア・スタジアムが爆破された。『クヴェルスプレッセン』紙の事件記者アニカ・ベングツソンは、警察発表には含まれていない爆殺された被害者がいたことを記事にすっぱ抜いた。
スタジアムの警備システムが作動しなかったことから内部の関係者による犯行が疑われる一方でオリンピック組織委員会委員長のクリスティーナ・フルハーゲの居所は不明の上、ベングツソンはフルハーゲが何者かから重大な脅迫行為を受けていたことを突き止めた。
12月20日、今度は棒高跳びの会場に予定されているセトラハッセンの競技場が爆破され、建設作業員が死亡した。そして12月23日にストックホルム中央郵便局内で郵便物が爆発した。その郵便物はアニカ・ベングツソン宛のものであった。

## 登場人物
アニカ・ベングツソン
『クヴェルスプレッセン』紙の事件記者、報道部デスク
トーマス・サミュエルソン
アニカの夫
アンダシュ・シーマン
『クヴェルスプレッセン』紙の総編集局長
クリスティーナ・フルハーゲ
オリンピック組織委員会委員長
エヴァート・ダニエルソン
オリンピック組織委員会事務局長
ヘレーナ・スタルケ
オリンピック組織委員会事務局の事務局員で委員長のアシスタント